# Johannes Krabbe

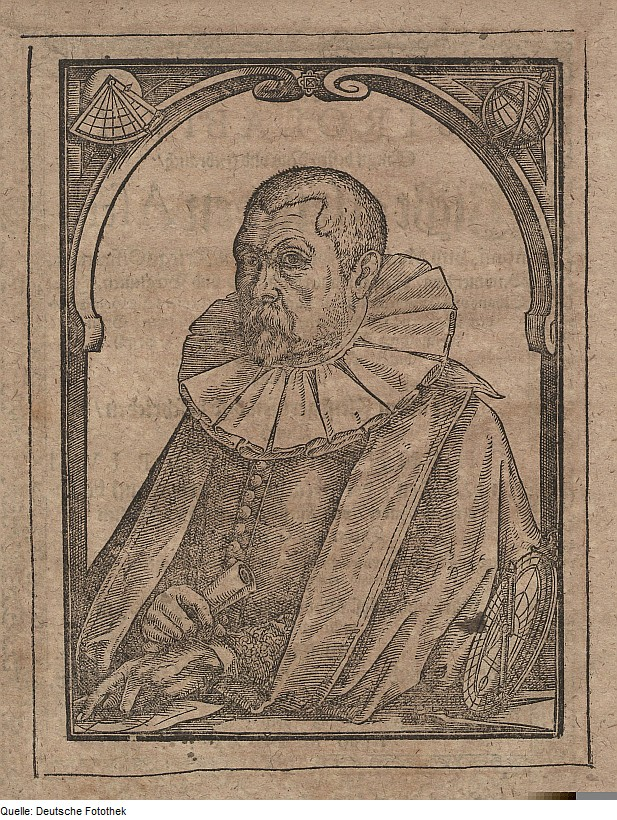
Houtsnede van Johannes Krabbe, 1630.

Johannes Krabbe (Münden, 1553 (?) - Wolfenbüttel, 14 november 1616) was een Duitse astronoom, astroloog, cartograaf, landmeter, uurwerkmaker en wiskundige. Hij was werkzaam aan het hof van hertog Hendrik Julius van Brunswijk-Wolfenbüttel.

## Biografie
Hoewel zijn geboorteplaats niet helemaal zeker is, werd Johannes Krabbe waarschijnlijk in 1553 geboren in Münden. In elk geval bezocht hij daar de Latijnse school. In 1581 werd hij student aan de universiteit van Helmstedt en een jaar later ging hij studeren aan de Universiteit van Frankfurt aan de Oder. Na 1585 reisde hij langs verschillende steden, waar hij les kreeg van onder anderen Jost Bürgi, David Fabricius en Bartholomäus Scultetus. Vervolgens trad hij in dienst van het hertogelijke hof van Brunswijk-Wolfenbüttel, waar hij voor Hendrik Julius en zijn opvolger Frederik Ulrich werkte. Op 24 augustus 1615 trouwde hij met Anne Jordans. Een jaar later stierf hij.

## Werken
- Kaart van het Halbgericht Linder (1587)
- Chorographia der Hildesheimer Stiftsfehde (1591)
- Kaart van de Solling (1603)
- Neues Astrolabium samt dessen Nutzen (1630)

- Gemeinsame Normdatei: 124700349
- International Standard Name Identifier: 0000 0000 5540 6316
- Library of Congress Control Number: nr2005005983
- Nationale Bibliotheek van Tsjechië: ola2006345487
- Système universitaire de documentation: 128162910
- Virtual International Authority File: 13249261
- WorldCat: E39PBJv8HKmr7MyJqfrJmf8grq